# Santa Margarida
Santa Margarida là một đô thị thuộc bang Minas Gerais, Brasil. Đô thị này có diện tích 256,183 km², dân số năm 2007 là 14205 người, mật độ 56,1 người/km².